# 西羅·費里奥
西羅·費里奥（法語：Cyril Théréau；1983年4月24日—）是一位法國足球運動員。在場上的位置是前鋒。他曾效力於罗马尼亚足球甲级联赛球隊布加勒斯特星隊、意甲球隊切沃和烏迪內斯。